# Baudricourt
Baudricourt és un municipi francès, situat al departament dels Vosges i a la regió del Gran Est. L'any 2007 tenia 310 habitants.

## Demografia

### Població
El 2007 la població de fet de Baudricourt era de 310 persones. Hi havia 120 famílies, de les quals 28 eren unipersonals (20 homes vivint sols i 8 dones vivint soles), 44 parelles sense fills, 44 parelles amb fills i 4 famílies monoparentals amb fills.
La població ha evolucionat segons el següent gràfic:
Habitants censats

### Habitatges
El 2007 hi havia 134 habitatges, 119 eren l'habitatge principal de la família, 6 eren segones residències i 9 estaven desocupats. 128 eren cases i 6 eren apartaments. Dels 119 habitatges principals, 113 estaven ocupats pels seus propietaris, 5 estaven llogats i ocupats pels llogaters i 1 estava cedit a títol gratuït; 1 tenia dues cambres, 4 en tenien tres, 26 en tenien quatre i 88 en tenien cinc o més. 95 habitatges disposaven pel capbaix d'una plaça de pàrquing. A 48 habitatges hi havia un automòbil i a 63 n'hi havia dos o més.

### Piràmide de població
La piràmide de població per edats i sexe el 2009 era:
| Homes | Edats   | Dones |
| ----- | ------- | ----- |
| 0     | 95 o +  | 0     |
| 0     | 90 a 94 | 0     |
| 0     | 85 a 89 | 0     |
| 0     | 80 a 84 | 0     |
| 0     | 75 a 79 | 4     |
| 8     | 70 a 74 | 8     |
| 0     | 65 a 69 | 4     |
| 8     | 60 a 64 | 0     |
| 4     | 55 a 59 | 12    |
| 20    | 50 a 54 | 8     |
| 12    | 45 a 49 | 24    |
| 16    | 40 a 44 | 12    |
| 12    | 35 a 39 | 4     |
| 8     | 30 a 34 | 20    |
| 0     | 25 a 29 | 0     |
| 4     | 20 a 24 | 8     |
| 16    | 15 a 19 | 16    |
| 20    | 10 a 14 | 4     |
| 8     | 5 a 9   | 12    |
| 8     | 0 a 4   | 12    |

## Economia
El 2007 la població en edat de treballar era de 214 persones, 149 eren actives i 65 eren inactives. De les 149 persones actives 141 estaven ocupades (79 homes i 62 dones) i 8 estaven aturades (4 homes i 4 dones). De les 65 persones inactives 34 estaven jubilades, 12 estaven estudiant i 19 estaven classificades com a «altres inactius».

### Ingressos
El 2009 a Baudricourt hi havia 120 unitats fiscals que integraven 320,5 persones, la mediana anual d'ingressos fiscals per persona era de 18.058 €.

### Activitats econòmiques
Dels 13 establiments que hi havia el 2007, 1 era d'una empresa de fabricació d'altres productes industrials, 2 d'empreses de construcció, 8 d'empreses de comerç i reparació d'automòbils, 1 d'una empresa financera i 1 d'una empresa de serveis.
Dels 5 establiments de servei als particulars que hi havia el 2009, 3 eren tallers de reparació d'automòbils i de material agrícola i 2 fusteries.

## Equipaments sanitaris i escolars
El 2009 hi havia una escola elemental.

## Poblacions més properes
El següent diagrama mostra les poblacions més properes.